# Камінщина
Камінщина (біл. вёска Каменшчына) — село в складі Молодечненського району Мінської області, Білорусь. Село підпорядковане Холхлівській сільській раді, розташоване в західній частині області.

## Iсторія
У 1921–1945 роках село знаходилось у Польщі, у Вільнюській воєводствi, Вілейського повіту, c 1927 Молодечненського повіту гміні Гарадок.

## Населення
- 1866 рік - 23 люди, 2 будинки[1]
- 1921 рік - 54 люди, 9 будинки[2].
- 1931 рік - 50 люди, 11 будинки[3].